# Pedro Alcántara Herrán Martínez
Pedro Alcántara Herrán Martínez (Cali, 1 de septiembre de 1942) es un artista plástico, educador y mecenas colombiano.
Herrán tiene un enfóque multifacéticoː es pintor, fotógrafo, escultor, dibujante y escenógrafo de teatro. Su obra está enfocada, principalmente en la expresión del cuerpo humano y las problemáticas sociales de su país.
Como niño prodigio Herrán ha participado en varios eventos culturales y artísticos desde su infancia, y ha sido galardonado con varios premios a lo largo de su carrera artística y es considerado uno de los promotores artísticos más importantes e influyentes de Colombia.
Herrán es tataranieto homónimo del político y militar Pedro Alcántara Herrán y Martínez.